# Missus Beastly
Missus Beastly war eine deutsche Underground- bzw. Jazzrock-Band, die auch dem Krautrock zugeordnet wird.

## Geschichte
Missus Beastly wurde 1968 als am Bluesrock orientierte Gruppe in Herford gegründet und entwickelte sich zu einer der deutschen Psychedelic-Bands. 1970 erschien eine erste selbstproduzierte LP, an der auch Chris Karrer, Dieter Serfas und Hansi Fischer beteiligt waren. Nach ausgedehnten Tourneen löste sich die Band 1971 wegen finanzieller Probleme auf.
Ende 1973 gründete Lutz Oldemeier die Band gemeinsam mit dem Flötisten Friedemann Josch, dem Saxophonisten Jürgen Benz, dem Pianisten Dieter Miekautsch (zuvor bei Embryo) und dem Bassisten Norbert Dömling wieder. Für Venus/Nova nahm die Gruppe im folgenden Jahr eine gleichnamige LP auf. Für Oldemeier kam Butze Fischer und für Miekautsch der Würzburger Keyboarder und Komponist Burkard Schmidl. 1976 gründete Missus Beastly zusammen mit Ton Steine Scherben und Embryo die Musikerkooperative April, aus der der selbstverwaltete Vertrieb Schneeball entstand. Die Band spielte die LP Dr. Aftershave and the Mixed Pickles ein. Die Besetzung veränderte sich häufig. Die Konstanten waren nun Friedemann Josch und Burkard Schmidl, von dem der Großteil der Kompositionen kam. Bevor sich ihre Wege im Herbst 1979 trennten, entstand 1978 noch die LP Spaceguerilla.  
Schmidl spielte im Trio mit Schlagzeuger Marlon Klein und dem erneut in die Band geholten Bassisten Norbert Dömling weiter – eine Weile unter dem Pseudonym Dr. Aftershave – ab 1980 wieder unter dem Namen Missus Beastly. 1982 löste sich die Band endgültig auf.

## Diskografie
- Missus Beastly (Atzen Wehmeyer, Wolfgang Nickel, Petja Hofman, Lutz Oldemeier, 1969)
- Missus Beastly (Jürgen Benz, Friedemann Josch, Dieter Miekautsch, Norbert Dömling, Lutz Oldemeier, 1974)
- SWF-Session 1974 (Jürgen Benz, Friedemann Josch, Dieter Miekautsch, Norbert Dömling, Lutz Oldemeier, ed. 2012)
- Bremen 1974 (Jürgen Benz, Friedemann Josch, Eddy Marron, Norbert Dömling, Lutz Oldemeier, 1974, ed. 2005)
- Dr. Aftershave and the Mixed Pickles (Jürgen Benz, Friedemann Josch, Burkard Schmidl, Norbert Dömling, Butze Fischer sowie als Gäste Christian Burchard, Roman Bunka, Maria Archer, Raimund „Ömmes“ Fuhrig, Wolli Thümler, 1976)
- Spaceguerilla (Friedemann Josch, Burkard Schmidl, Locko Richter, Jan Zelinka, 1978)